# Compagnia Generale del Disco
Compagnia Generale del Disco (CGD) var ett italienskt skivbolag grundat 1948 av Teddy Reno i Milano. Bolaget såldes 1959 till  Ladislao Sugar och ombildade omkring 1970 till CBS Sugar. 